# Mykola Matvijenko
Mykola Olkesandrovytj Matvijenko (ukrainska: Микола Олександрович Матвієнко), född 2 maj 1996, är en ukrainsk fotbollsspelare som spelar för Sjachtar Donetsk. Han spelar även för Ukrainas landslag.

## Landslagskarriär
Matvijenko debuterade för Ukrainas landslag den 24 mars 2017 i en 1–0-förlust mot Kroatien.